# لويك أكونو
لويك أكونو (بالفرنسية: Loïc Akono) مواليد 6 يناير 1987 في فرنسا، هو لاعب كرة سلة فرنسي من أصل كونغولي بدأ مسيرته الاحترافية في سنة 2004 يلعب في الدوري الفرنسي لكرة السلة الدرجة الأولى ويحمل الرقم 6. يبلغ طوله 5 قدم 9.3 بوصة (1.8 م).

## فرق لعب لها
- بي سي إم جرافيلين
- جاي إس إف نانتير